# Alain Juppé
Alain Marie Juppé (phát âm tiếng Pháp: [alɛ̃ ʒype]; sinh 15 tháng 8 năm 1945) là một chính trị gia người Pháp, Ông đã là chủ tịch chính đảng đảng liên minh vì phong trào nhân dân từ năm 2002 đến 2004. Ông đã đảm nhiệm chức vụ bộ trưởng ngoại giao Pháp từ năm 2011 đến 2012. Ông cũng từng là thủ tướng Pháp từ năm 1995 đến năm 1997 dưới thời tổng thống Jacques Chirac và giữ chức bộ trưởng Bộ Quốc phòng và Cựu chiến binh từ năm 2010 đến 2011. Ông đã giữ chức bộ trưởng Bộ ngoại giao từ năm 1993 đến năm 1995, và Bộ trưởng Bộ Ngân sách và Phát ngôn viên của Chính phủ từ năm 1986 đến năm 1988.
Trong tháng 12 năm 2004, Juppé đã bị kết án về xử lý sai công quỹ. Sự nghiệp chính trị của ông sau đó đã được bị đình chỉ cho đến khi ông được bầu làm thị trưởng thành phố Bordeaux vào tháng 10 năm 2006. Ông đã có thời gian ngắn làm quốc vụ khanh về sinh thái và phát triển bền vững trong năm 2007, nhưng từ chức vào tháng 6 năm 2007 sau khi thất bại trong nỗ lực tranh cử trong cuộc bầu cử lập pháp năm 2007. Ông vẫn là thị trưởng thành phố Bordeaux. Ngày 10 tháng 5 năm 2012, Juppé cùng với những thành viên khác của nội các, trong đó có Thủ tướng François Fillon thôi chức sau thất bại của tổng thống Nicolas Sarkozy trong cuộc bầu cử tổng thống. Kết quả là một nội các mới được bổ nhiệm bởi François Hollande sau khi ông tuyên thệ nhậm chức tổng thống Pháp, và Laurent Fabius kế nhiệm Alain Juppé nắm giữ chức vụ bộ trưởng ngoại giao Pháp.